# Pod

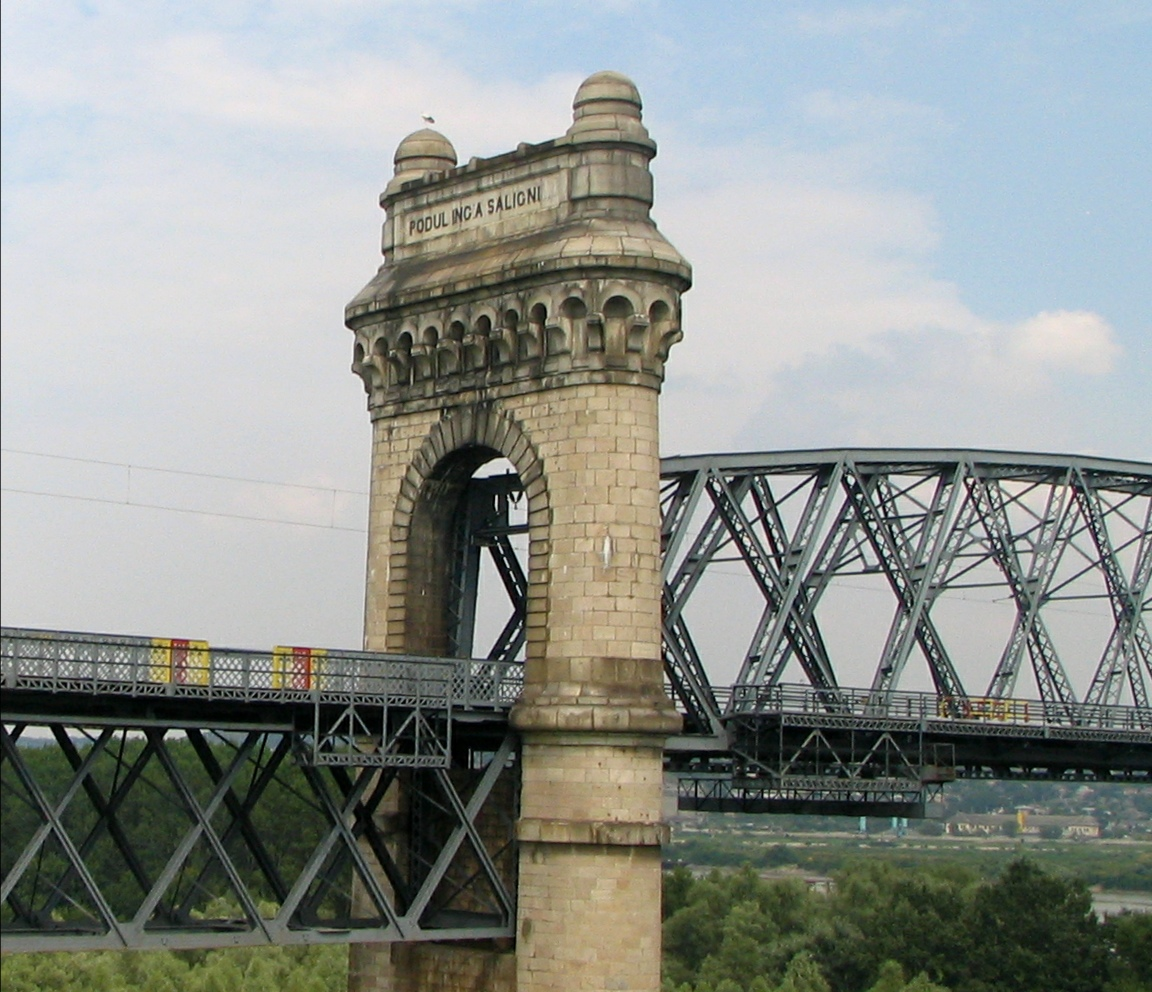
Podul lui Saligny de la Cernavodă

Podul este o construcție, din categoria lucrări de artă, realizată de ingineri constructori, destinată să treacă un obstacol (strâmtoare, râu, o vale, căi de comunicații) trecând deasupra acestora.

## Construcție
Podurile se pot construi din beton, zidărie, metal, lemn, coarde etc.
În mare structura podurilor este astfel alcătuită:
- Suprastructură - partea superioara a podului care preia încărcările de la trafic este alcătuită din calea de rulare și structură de rezistență care sprijină calea de rulare;
- Infrastructura - partea din pod care preia încărcările de la suprastructura și le transmite terenului, alcătuită din culee și pile;
- Zona aferentă podurilor - este zona de racordare a podului cu terasamentul, alcătuită din aripi, sferturi de con, plăci de racordare, dren, rampe de acces.

## Clasificarea podurilor

### După natura materialului folosit
- lemn;
- zidărie: piatră, beton, beton armat, beton precomprimat;
- metal: fontă, oțel, duraluminiu;
- cu elemente cu secțiuni mixte oțel-beton;

### După destinație
- pod rutier (șosea) destinat circulației rutiere;
- pod de cale ferată - circulației feroviare;
- pod combinat (șosea + tramvai);
- pod apeduct – susțin canale de aducțiune a apei;
- pod-canal – susțin canale (navigabile);
- pod de conducte – apă, gaze, chimice;
- pod fortificat (vamă) –  elemente importante ale unei fortificații;
- viaduct – pod, în general de lungime mare, care permite traversarea unei văi adânci de către un drum sau o cale ferată;
- avioduct – pod pentru trecerea avioanelor peste autostrăzi, drumuri;
- ecoduct – structuri care permit animalelor să traverseze în siguranță o cale de rulare (autostradă);

### După lungime
- pentru lungimi mai mici de 5 m – podețe
- pentru lungimi mai mici de 20 m – poduri mici
- pentru lungimi cuprinse între 20 și 50 m – poduri medii
- pentru lungimi cuprinse între 50 și 100 m – poduri mari
- pentru lungimi mai mari de 100 m – poduri foarte mari, în România podurile dunărene

### După schema statică
- Pod dalat de la 6–18 m deschideri
- Pod pe piloni cu grinzi între ei
- Pod în arc
- Pod hobanat (cu suprastructură compusă dintr-o grindă continuă pe reazeme elastice, ancorate de unul sau mai mulți piloni prin intermediul unor cabluri de oțel, dispuse liniar)
- Pod suspendat (ex: Podul Golden Gate (San Francisco), Ponte 25 de Abril (peste Tejo, Lisabona)
- Pod în consolă

## Listă de poduri renumite în România
- Podul lui Saligny de la Cernavodă inițial denumit Podul Regele Carol I
- Podul Prieteniei de la Giurgiu
- Podul lui Traian
- Podul Minciunilor
- Viaduct Caracău

## Poduri renumite

Podul Golden Gate din San Francisco

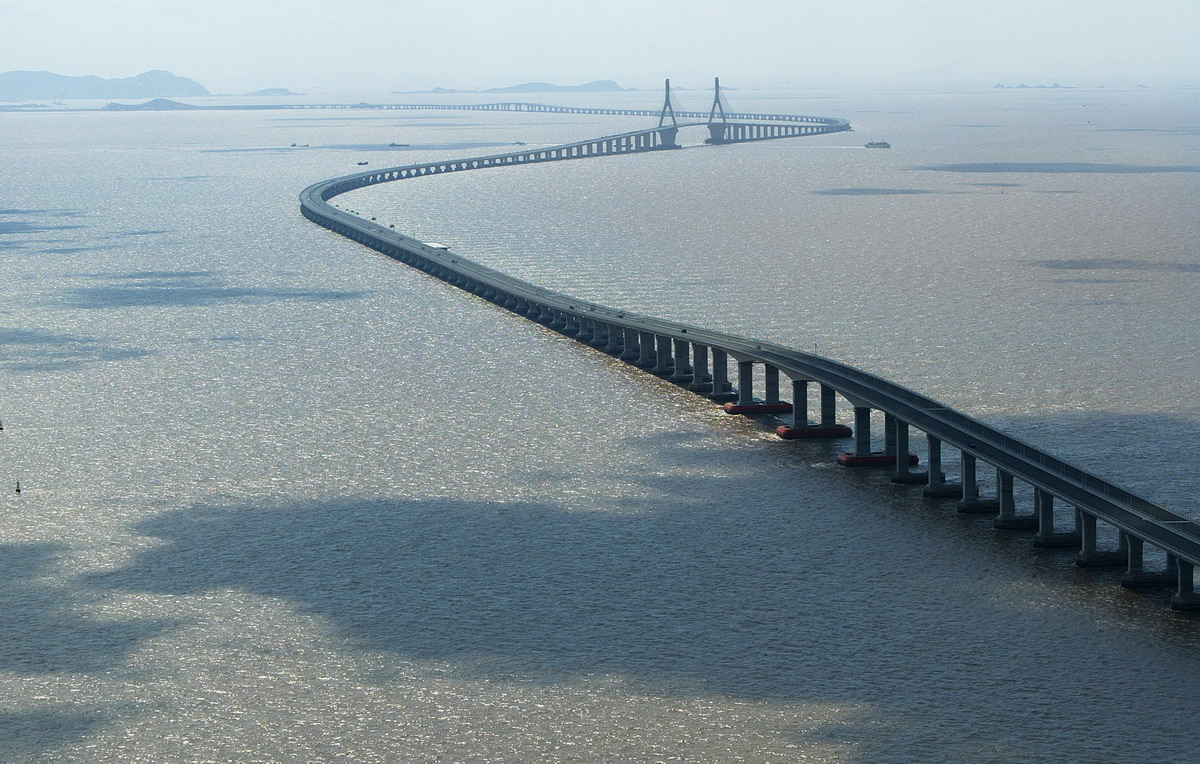
Podul Donghai, China. unul dintre cele mai lungi din lume

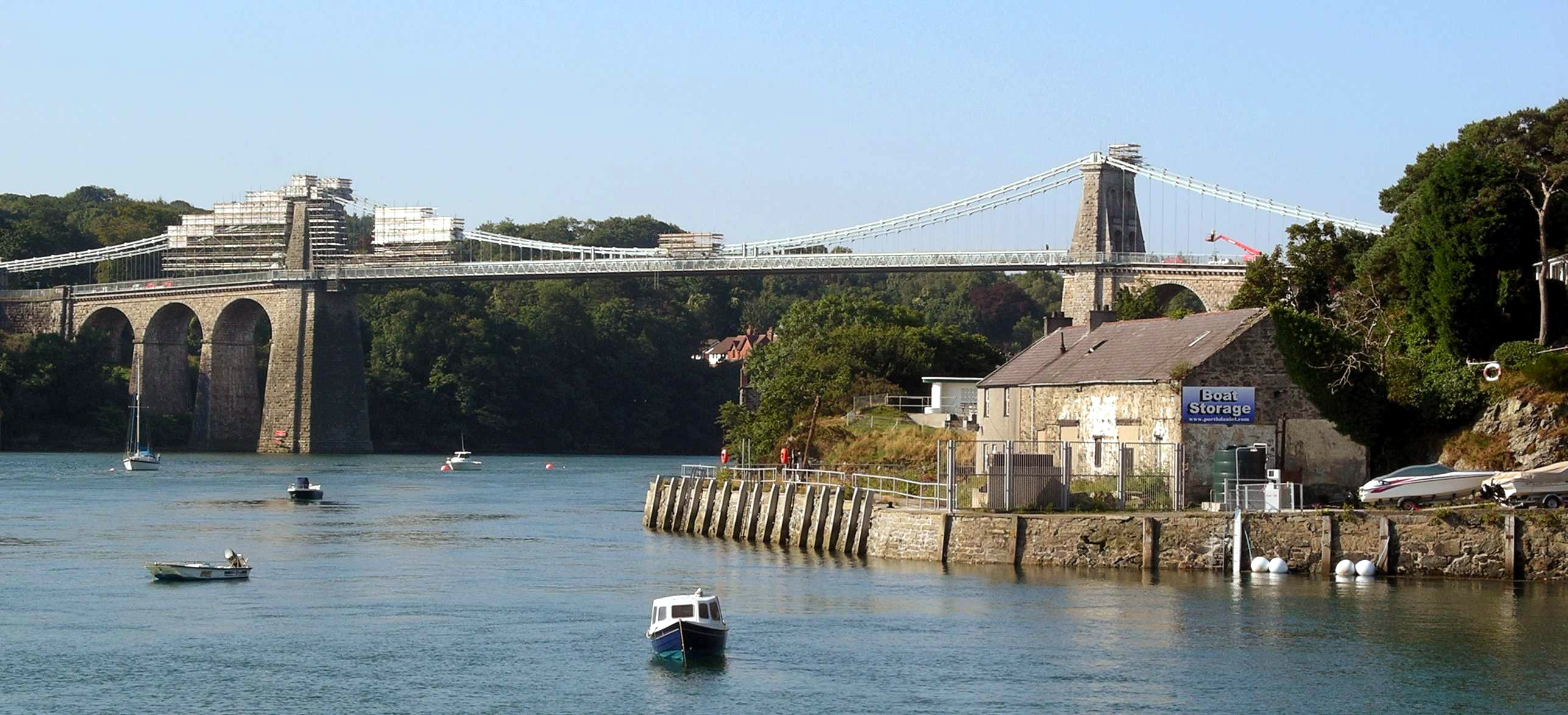
Podul Suspendat Menai - August 2005

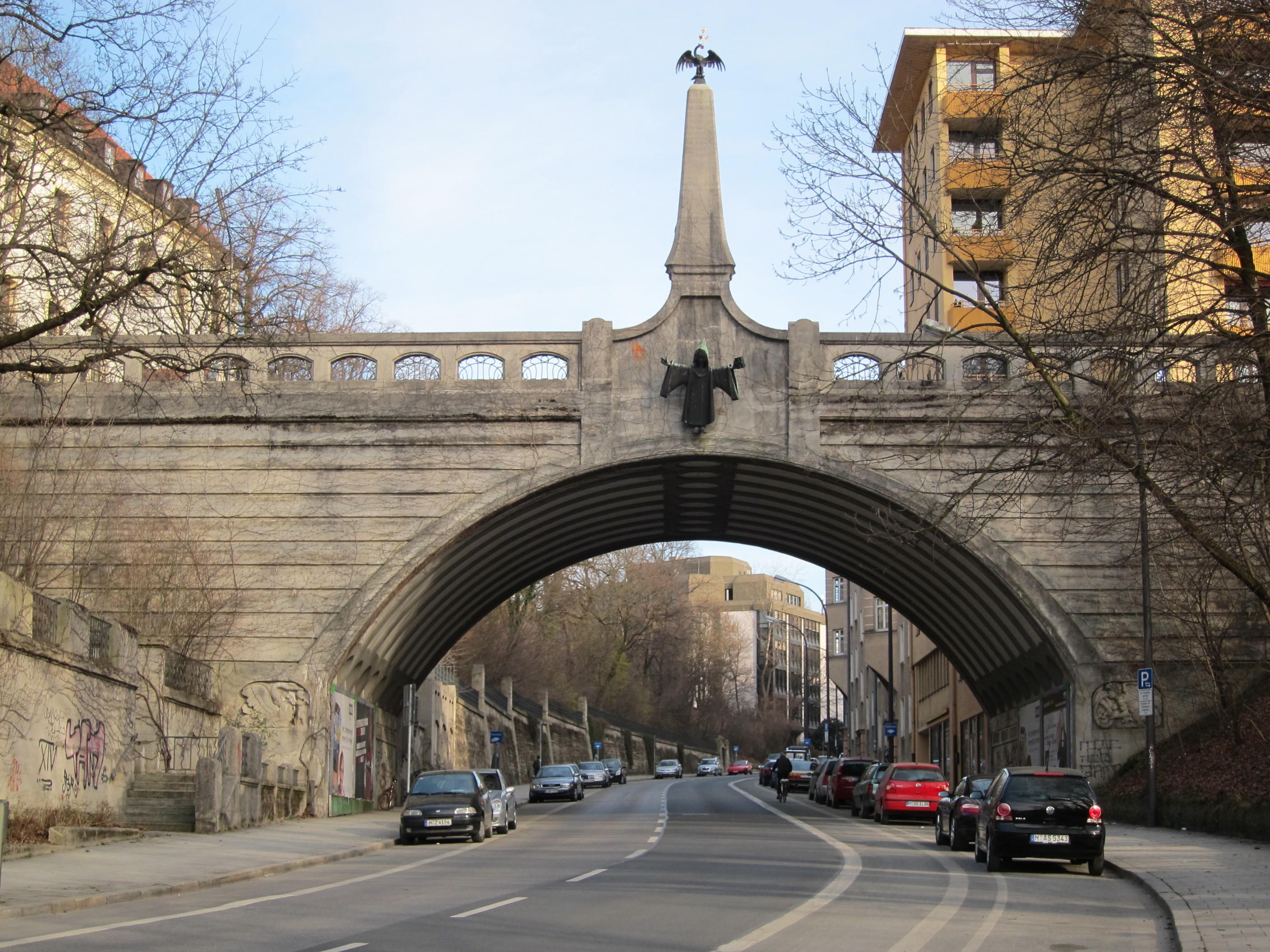
Podul Gebsattel din München

- Podul Akashi-Kaikyo - Japonia, cu o lungime (lumină) de 1.9 km între deschideri.
- Podul Europa - Austria, la vremea deschiderii sale (1963) cel mai înalt pod rutier din Europa.
- Podul Forth Railway - Scoția, unul din cele mai renumite poduri în consolă din lume.
- Podul Golden Gate - SUA, unul din cele mai frumoase poduri de același fel.[care?]
- Podul de fier sau The Iron Bridge - Anglia, primul pod de metal din lume.
- Podul Confederation - Canada, cel mai lung pod din lume peste apă care înghiață. [necesită citare]
- Podul Jamuna- Bangladesh, cel mai lung pod de cale ferată din Asia de Sud, al doilea ca marime din lume.
- Lake Pontchartrain Causeway - SUA, întinzându-se între Lake Pontchartrain în Louisiana de sud, este cel mai lung pod din lume având 38.41 km (23.87 mile).
- Podul Lupu - China, cel mai lung pod în arc din metal.
- Podul Mackinac - SUA, deschis traficului în 1957, leagă cele două peninsule din Michigan; a fost cel mai lung pod suspendat între acorajele celor două turnuri până la începutul anilor '90.
- Mahatma Gandhi Setu - India, cel mai lung pod pe râu din lume.
- Podul Suspendat Menai - Țara Galilor, primul pod de șosea suspendat din lume.
- Podul Yavuz Sultan Selim- Cel mai înalt pod suspendat din lume.  Are câte patru benzi pentru fiecare sens de circulație, două căi ferate și o structură hibridă „foarte originală“, pentru că niciun pod de acest gen nu a fost construit în lume din secolul 19 și după Podul Brooklyn. Leagă Europa de Asia.
- Viaductul Millau - Franța, cel mai înalt pod lume.
- Podul Russki – între Vladivostok și insula Russki (Rusia), cel mai lung pod pe cabluri, din lume (3100 m)
- Øresundbroen/Öresundsbron între Danemarca și Suedia
- Podul Overtoun, - Scoția, mulți câinii au sărit de pe acest pod ducând la legende urbane. [necesită citare]
- Podul Dvorțovîi - Sankt Petersburg, Rusia, una din imaginile reprezentative ale orașului.
- Penang Bridge - Malaysia, cel mai lung pod din Sud-Estul Asiei.
- Podul Québec - Canada, cel mai larg pod în consola din lume.
- Podul San Francisco-Oakland Bay - SUA, cunoscut în special pentru întăririle seismice facute după cutremurul din 1989.
- Podul Sundial - SUA, pod în consolă cu o singură pilă care hobanează podul prin cabluri ancorate de el fiind o pasarelă.
- Podul din portul Sydney - Australia, cel mai cunoscut pod cu puntea suspendată de un arc.
- Podul Tacoma Narrows - SUA, faimos pentru prabușirea spectaculoasa din cauza efectelor aerodinamice.
- Podul Tatara - Japonia, cel mai mare pod hobanat.
- Podul Turnului sau Tower Bridge - Londra,  Anglia, simbol al orașului.
- Podul Tsing Ma - Hong Kong, cel mai lung pod suspendat de cale ferată și șosea din lume.
- Podul Tyne - Anglia, una din constructiile cele mai reprezentative ale Nordului Angliei.
- Podul lui Traian - România, pod antic Roman peste Dunare, mai sunt vizibile doar fragmente din pod.
- Podul Vasco da Gama - Portugalia, cel mai lung pod din Europa având 17.2 km.
- Podul peste Cascada Victoria - legând Zimbabwe de Zambia, construit în 1905 făcând parte din proiectul de construcție a căii ferate de la Cape la Cairo.
- Podul Zakim Bunker Hill - SUA, cel mai larg pod hobanat.